# Tachyphémie
Tachyphémie (du grec tachy "rapide" et phêmê "parole") est un trouble du débit verbal caractérisé par une accélération anormale de la parole,.
Ce symptôme se traduit par un flot de paroles précipité et continu, parfois incohérent et difficilement intelligible. Le terme est synonyme de tachyphasie, tachylogie ou tachylalie.

## Définition
La tachyphémie désigne la montée pathologique du rythme d’émission des mots. Dans sa forme la plus extrême, le débit peut même prendre la forme d’un enchaînement verbal ininterrompue et difficilement décodable. Ce phénomène ne doit pas être confondu avec la logorrhée, dissociée par le fait que la tachyphémie met l’accent sur la vitesse (rapidité) plutôt que sur la quantité du discours. En pratique clinique, la référence au terme tachyphémie est davantage utilisée dans le champ de la psychiatrie ou de la neurologie pour désigner cette condition de la parole.
Son antithèse est la bradyphémie, caractérisée par un débit verbal anormalement lent, que l’on rencontre dans les états dépressifs ou confusionnels.

## Présentation clinique
La tachyphémie est un signe clinique, non une maladie en soi. Elle se manifeste généralement comme une parole "pressée" : le patient parle d’une voix souvent rapide et trébuchante, avec une articulation qui peut devenir brouillonne. Il est possible que le débit verbal soit si soutenu que la personne a du mal à faire des pauses ou à articuler clairement. La tachyphémie coexiste souvent avec d’autres altérations du langage tels qu'une logorrhée et une tachypsychie. Au plan neurologique, dans la maladie de Parkinson par exemple, la tachyphémie apparaît souvent de façon paroxystique (apparitions brusques et transitoires) et s’accompagne de troubles moteurs de la parole tels que la dysarthrie et la palilalie.

## Causes et facteurs de risque
La tachyphémie traduit la présence de conditions sous-jacentes et ne résulte pas d’une cause unique. 

### Psychiatrie
En psychiatrie, elle survient classiquement lors d’états d’excitation psychique : épisodes maniaques ou hypomaniaques d'un trouble bipolaire, bouffées délirantes aiguës ou exacerbation de certains traits de personnalité (par exemple hyperthymie). 
Une réaction émotionnelle intense (colère vive, anxiété extrême) peut également entraîner un débit verbal accéléré,. Ces changements vocaux sont liés à l'activation du système nerveux autonome, en particulier du système sympathique, qui prépare le corps à une réponse de "combat ou fuite". Cette activation entraîne une augmentation du rythme cardiaque, de la tension musculaire et de l'excitation générale, ce qui se reflète dans la parole par une accélération du débit, une augmentation de l'intensité et des variations de la hauteur tonale. 

### Neurologie
En neurologie, la tachyphémie peut être provoquée par des lésions cérébrales affectant les circuits sous-corticaux ou frontaux (par exemple AVC, traumatisme crânien, encéphalopathies), ou être associée à des maladies dégénératives comme la maladie de Parkinson.
Des études suggèrent une implication des circuits cérébraux responsables de la planification motrice et du contrôle de la parole. Elle peut également être observée chez des individus présentant des troubles neurodéveloppementaux, tels que le trouble déficitaire de l'attention avec ou sans hyperactivité (TDAH).

### Substances
Les substances stimulantes (caféine, amphétamines...) ou le sevrage d’un dépresseur du système nerveux (alcool, benzodiazépines, barbituriques...) peuvent aggraver l’excitation psychomotrice et contribuer à ce symptôme.

## Diagnostic
Le diagnostic de la tachyphémie est clinique. Il repose sur l’observation du patient lors de l’entretien : on évalue la vitesse du discours (par exemple le nombre de mots par minute), sa continuité et sa clarté. On vérifiera également la présence de symptômes associés (fuite des idées, agitation, tremblements, etc.). 
Il n’existe pas d’examen biologique spécifique. Un bilan complémentaire peut être prescrit pour identifier la cause : bilan sanguin à la recherche de toxiques, imagerie cérébrale (scanner ou IRM) pour détecter une lésion organique, bilan psychiatrique ou neurologique approfondi. Le contexte clinique (par exemple un épisode maniaque avec tachypsychie) oriente vers la cause probable plus que la tachyphémie elle-même.

## Prise en charge
La prise en charge de la tachyphémie vise avant tout à traiter la pathologie sous-jacente. En cas de trouble psychiatrique, un traitement stabilisateur de l’humeur ou un antipsychotique est indiqué pour maîtriser l’excitation. En cas de maladie neurologique (parkinsonisme, etc.), le traitement spécifique de la maladie est adapté (par exemple ajustement de la dopathérapie en Parkinson).
Aucune thérapeutique spécifique de la tachyphémie n’est recommandée au-delà du traitement global ; on peut proposer une rééducation orthophonique ou neuropsychologique pour apprendre au patient à moduler son débit de parole.
Des techniques de relaxation ou de ralentissement actif (pause, respiration contrôlée) peuvent aussi être enseignées pour aider à freiner temporairement le flux verbal.